# Minivolejbal
Minivolejbal, celým názvem přesněji Barevný minivolejbal, či Minivolejbal v barvách. Výrazem Minivolejbal označujeme variaci šestkového volejbalu, který umožňuje dětem mladšího školního věku se variantě tohoto sportu též věnovat. Minivolejbal je určen pro děti prvního stupně základní školy. Jednotlivé barvy určují stupeň pokročilosti a náročnosti každé z variant minivolejbalu. Pravidla volejbalu jsou uznávána mezinárodní volejbalovou federací, česká volejbalová federace si pro naši zem pravidla minivolejbalu upravila v závislosti na možnostech a vyspělosti České republiky. Pravidelně se v ČR konají turnaje, nejdříve v rámci jednotlivých krajů, poté celorepublikově.

## Historie minivolejbalu
Historie minivolejbalu velmi úzce souvisí s volejbalem. Nejspíše vznikl celkem samovolně, ale o tom, odkud přesně pochází a kdy vznikla forma minivolejbalu, můžeme polemizovat. V manuálech pro trenéry je uvedeno, že minivolejbal vznikl v brzkých 60. letech 20. století. Jinde se můžeme dočíst, že tato myšlenka pochází z východního Německa cirka z roku 1961, ale již před tím v různých státech existovaly různé formy zjednodušeného volejbalu a metodiky umožňující hrát volejbal s dětmi.
Za kolébku minivolejbalu se považuje japonské město Taiki. Zde se prý minivolejbal jako samostatný sport hrál poprvé. Za tvůrce základů minivolejbalu je tedy považován Japonec Hiroshi Toyoda. Mezinárodní světovou volejbalovou federací (FIVB) byl minivolejbal uznán v r. 1971, kdy byla založena v rámci trenérské komise FIVB subkomise speciálně pro minivolejbal. O rok později byla ustanovena rámcová pravidla, která hru minivolejbalu upřesnila. V roce 1975 se konala první mezinárodní konference o minivolejbalu ve Švédsku, kde se sešlo 19 zástupců z různých zemí. Co přesně je minivolejbal se dovídáme na stránkách FIVB.

## Pravidla minivolejbalu
Problematikou volejbalu ve školách se zabývala první konference uspořádaná FIVB v roce 2005 a následně další konference o volejbalu ve školách následovala v roce 2007. Obě konference se konaly v Kanadě. Na druhé konferenci zástupci osmi zemí prezentovali systémy školského volejbalu.
Minivolejbal je hra, která zjednodušuje a upravuje pravidla klasického šestkového volejbalu, aby jej mohly hrát děti. Je to sportovní disciplína, která je podporována a hlavně uznána FIVB. FIVB vymezuje pro volejbal rámcová pravidla, která si však jednotlivé národní volejbalové svazy upravují v závislosti na vyspělosti a možnostech daného státu.
Minivolejbal hrají děvčata a chlapci v týmech od 2 do 4 hráčů. Hřiště měří na šířku 4,5–6 m a na délku 9–12 m, je rozděleno sítí, jejíž vrchní okraj se nachází ve výšce 1,9–2 m. Cílem hry je dostat míč přes síť tak, aby se dotkl země. Protihráči se snaží a svými schopnostmi reagují tak, aby se tak nestalo. Hra začíná podáním a protihráči mají tři dotyky na to, aby míč vrátili přes síť. Kdo vyhraje rozehru, získává bod a má právo podání. Tentýž hráč podává do té doby, než soupeřící tým získá bod. Pak nastává rotace hráčů o jeden post tak, že podávající hráč je vystřídán svým spoluhráčem po pravé ruce. Set vyhrává ten tým, který získá určitý počet bodů (od 15 do 25). Tým, který vyhraje dva sety (nemusí být po sobě jdoucí), vyhrává zápas. Učitel podle metodiky jednotlivých států používá různé prvky volejbalu za účelem zvyšování koordinace a pohybových schopností. Snaží se touto hrou dopomoci i k sociálnímu rozvoji dětí ve třídě. Vše je založeno na hrách, soutěžích a výchovných situacích, na které vyučující reaguje. Pravidla učitel určuje dle výchovného cíle a přizpůsobuje hřiště, výšku sítě a rozměr a hmotnost míčů možnostem a schopnostem dětí.
V České republice se pravila minivolejbalu od rámcových pravidel příliš neliší. Jednotlivé věkové skupiny mají svá speciální pravidla, která svou náročností přímo úměrně rostou s věkem a schopnostmi dětí. Odtud název Barevný minivolejbal či minivolejbal v barvách. Pro porovnání výkonnosti dětí z jednotlivých krajů republiky se celoročně konají turnaje, z počátku na úrovní krajů, poté na celorepublikové úrovni.
Pravidla naleznete na: http://www.minivolejbal.cz/clanky/pravidla.html

## Koordinátoři minivolejbalu ČVS
- 2010–2013 – Aleš Novák
- 2013–doposud – Jakub Lejsek